# Artemisiella stracheyii
 Artemisiella stracheyii    (Hook.f. & Thomson ex C.B.Clarke) Abdul Ghafoor, 1992 è una specie di piante angiosperme dicotiledoni della famiglia delle Asteraceae, sottofamiglia Asteroideae,  tribù Anthemideae (clade Asian-southern African grade) e sottotribù Artemisiinae.  Artemisiella stracheyii  è anche l'unica specie del genere  Artemisiella   Ghafoor, 1992.

## Etimologia
Il nome generico (Atemisiella) è un diminutivo del genere Artemisia. L'epiteto specifico ( stracheyii) è stato dato in onore del generale Sir Richard Strachey (1817–1908), botanico dilettante.
Il nome scientifico della specie è stato definito dai botanici Joseph Dalton Hooker (1817-1911), Thomas Thomson (1817-1878), Charles Baron Clarke (1832-1906) e  Abdul Ghafoor (1938-2020) nella pubblicazione " Candollea; Organe du Conservatoire et du Jardin Botaniques de la Ville de Genève. Geneva" ( Candollea 47(2): 642 ) del 1992. Il nome scientifico del genere è stato definito nella stessa pubblicazione.

## Descrizione
Portamento. La specie di questa voce è un'erba perenne. L'indumento consiste in brevi peli medifissi.
Fusto. La parte aerea in genere è eretta, semplice o ramosa; legnosa alla base. La parte sotterranea consiste in una radice legnosa e un rizoma eretto e ramificato. Altezza media: 20 - 30 cm.
Foglie. Le foglie lungo il caule sono disposte in modo alterno, affollate e lungamente picciolate alla base e sessili sul caule. La lamina varia da oblunga a 2-3-pennatosette con segmenti lineari. Le foglie sono densamente villose. Dimensione delle foglie: 6 - 15 x 1,5 - 2 cm.
Infiorescenza. Le sinflorescenze sono formate da capolini raccolti in semplici racemi. Le infiorescenze vere e proprie sono composte da un capolino terminale peduncolato di tipo disciforme eterogamo. I capolini sono formati da un involucro, con forme emisferiche, composto da diverse brattee, al cui interno un ricettacolo fa da base ai fiori di due tipi: fiori del raggio (qui assenti) e fiori del disco. Le brattee, piatte e a consistenza erbacea, sono disposte in modo più o meno embricato su più serie (da 3 a 4). Il ricettacolo, emisferico e peloso, è sprovvisto di pagliette avvolgenti la base dei fiori. Le brattee al margine sono scariose e colorate di bruno. Dimensione dei capolini: 10 - 12 mm.
Fiori.  I fiori (più di 100 e tutti fertili) sono tetra-ciclici (formati cioè da 4 verticilli: calice – corolla – androceo – gineceo) e pentameri (calice e corolla formati da 5 elementi). Si distinguono in:
- fiori del raggio (esterni): sono assenti e sono sostituiti da fiori femminili tubolari, uniseriati e fertili;
- fiori del disco (centrali): sono più numerosi con forme brevemente tubulose (attinomorfe); sono ermafroditi.

- Formula fiorale:

*/x K {\displaystyle \infty }, [C (5), A (5)], G 2 (infero), achenio
- Calice: i sepali del calice sono ridotti ad una coroncina di squame.

- Corolla: (solamente fiori del disco) la forma è tubulare bruscamente divaricata in 4 lobi (fiori periferici) e 5 lobi (fiori centrali); i lobi, patenti o eretti, hanno una forma deltata o più o meno lanceolata; il colore in genere è giallo. I lobi sono densamente pelosi.

- Androceo: l'androceo è formato da 5 stami (alternati ai lobi della corolla) sorretti da filamenti generalmente liberi e sottili; gli stami sono connati e formano un manicotto circondante lo stilo. Le antere possono essere sia di tipo basifissa che medifissa (ossia attaccate al filamento per la base – nel primo caso; oppure in un punto intermedio – nel secondo caso).[13] Questa caratteristica ha valore tassonomico in quanto distingue i generi gli uni dagli altri. Normalmente le antere variano da ottuse (arrotondate) a leggermente appuntite alla base (o anche caudate); le appendici sono triangolari-ovate. Il tessuto endoteciale (rivestimento interno dell'antera) non è polarizzato. Il polline è sferico con un diametro medio di circa 25 micron;  è tricolporato (con tre aperture sia di tipo a fessura che tipo isodiametrica o poro) ed è più o meno echinato (con punte sporgenti).

- Gineceo: l'ovario è infero uniloculare formato da 2 carpelli. Lo stilo (il recettore del polline) è profondamente bifido (con due stigmi divergenti) e con le linee stigmatiche marginali separate o contigue. I due bracci dello stilo hanno una forma troncata e possono essere papillosi o ricoperti da ciuffi di peli.

Frutti. I frutti sono degli acheni senza pappo. Gli acheni hanno una forma obovoide a sezione quadrangolare; l'apice in genere è arrotondato oppure ha una corona lacerata con piccole scaglie; sono variamente pelosi.

## Biologia
Impollinazione: tramite insetti (impollinazione entomogama tramite farfalle diurne e notturne).

Riproduzione: la fecondazione avviene fondamentalmente tramite l'impollinazione dei fiori.

Dispersione: i semi cadono a terra e vengono dispersi soprattutto da insetti come formiche (disseminazione mirmecoria). Un altro tipo di dispersione è zoocoria: gli uncini delle brattee dell'involucro (se presenti) si agganciano ai peli degli animali di passaggio che portano così i semi anche su lunghe distanze. Inoltre per merito del pappo (se presente) il vento può trasportare i semi anche per alcuni chilometri (disseminazione anemocora).

## Distribuzione e habitat
La specie di questa voce è distribuita in Tibet e Himalaya occidentale.

## Sistematica
La famiglia di appartenenza di questa voce (Asteraceae o Compositae, nomen conservandum) probabilmente originaria del Sud America, è la più numerosa del mondo vegetale, comprende oltre 23.000 specie distribuite su 1.535 generi, oppure 22.750 specie e 1.530 generi secondo altre fonti (una delle checklist più aggiornata elenca fino a 1.679 generi). La famiglia attualmente (2021) è divisa in 16 sottofamiglie; la sottofamiglia Asteroideae è una di queste e rappresenta l'evoluzione più recente di tutta la famiglia.

### Filogenesi
l gruppo di questa voce è descritto nella tribù Anthemideae, una delle 21 tribù della sottofamiglia Asteroideae). In base alle ultime ricerche nella tribù sono stati individuati (provvisoriamente) 4 principali lignaggi (o cladi): "Southern hemisphere grade", "Asian-southern African grade", "Eurasian grade" e "Mediterranean clade". Il genere  Artemisiella (insieme alla sottotribù Artemisiinae) è incluso nel clade Asian-southern African grade..
Da un punto di vista filogenetico il genere  Artemisiella  occupa, nell'ambito della sottotribù, una posizione basale ( Artemisiella  è "fratello di "Ajania Group" e "Artemisia Group") insieme ai generi Brachanthemum, Hippolytia, Hulteniella, Lepidolopha, Leucanthemella  e Nipponanthemum .. Alcune checklist considerano Artemisiella sinonimo del genere Artemisia.
I caratteri distintivi della specie  Artemisiella stracheyii  sono:
- il ricettacolo è peloso;
- la superficie degli acheni varia da sparsamente a densamente pelosa.

Il numero cromosomico della specie è: 2n = 18.
In base all'"orologio molecolare" questa specie ha iniziato a divergere tra 5 e 4 milioni di anni fa insieme ai generi Hippolytia  e Nipponanthemum .